# M274 Mechanical Mule
M274 Mechanical Mule — легкий транспортний засіб (самохідна транспортна платформа), американського зразка, періоду після Другої світової війни.
Машина була універсальної конструкції, використовувалася в основному для транспортування безвідкатних гармат і мінометів. Їх також використовували в підрозділах зв'язку та для евакуації поранених і транспортування легких вантажів. Розміри платформи дозволяли перевозити сім бійців в положенні сидячи або чотири ноші з поперечно розміщеними пораненими. Система рульового управління автомобіля могла бути підключена як до передніх, так і до задніх коліс. Рульову колонку можна було вільно нахиляти, що дозволяло керувати машиною навіть лежачому солдату.

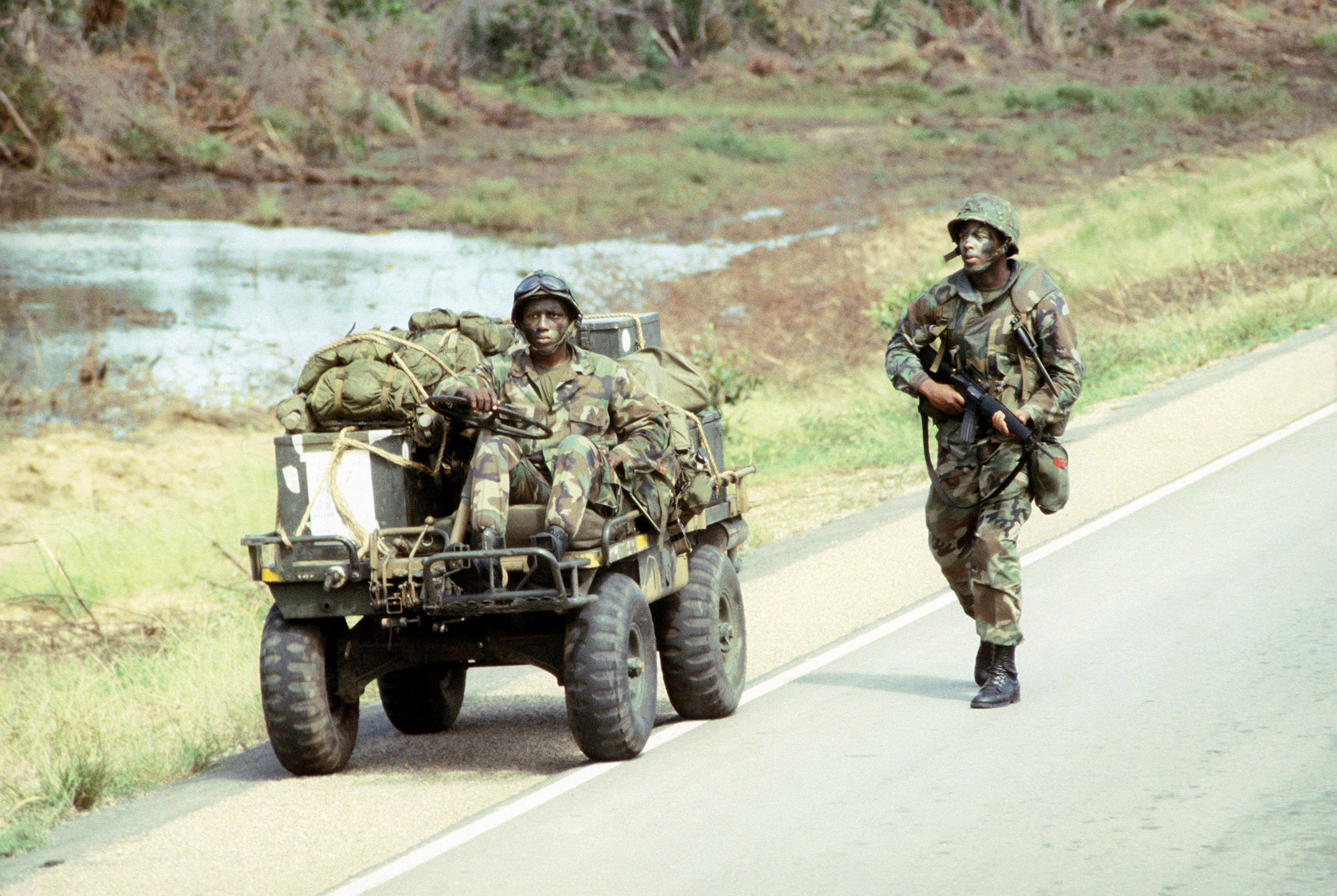
M274 під час навчання в Гондурасі в 1984 році.